# Bulman
Bulman – osada wspólnoty aborygeńskiej, położona przy drodze stanowej Central Arnhem Road, na obszarze Terytorium Północnego w Australii.
Z miejscowością, związany był australijski aktor Chris Hemsworth.